# SN 2006mc
SN 2006mc – supernowa typu Ia odkryta 13 października 2006 roku w galaktyce A023202-0907. Jej maksymalna jasność wynosiła 22,29m.